# LIBRIS
LIBRIS(영어: Library Information System, 도서관 정보 시스템)는 스웨덴 국립 카탈로그 모음으로 스웨덴 국립도서관에 의해 관리된다. 약 6백 5십만개의 표제어를 무료로 검색할 수 있다.
각각의 책이나 발표물에 대한 서지 정보에 더불어 LIBRIS는 사람에 대한 전거 파일을 포함한다. 각각의 사람에 대해서 이름, 생몰일, 직업을 각각의 식별자를 통해 표시한다.
스웨덴 통합 카탈로그에 대한 MARC 코드는 SE-LIBR 이고 정규화된 형식은 selibr이다.
LIBRIS의 개발은 1960년대 중반으로부터 시작된다. 도서관의 합리화가 2차 세계 대전 이후 20년간 논란이 된 이후, 1965년에 정부 위원회가 컴퓨터를 도서관 연구에 사용하는 것에 관한 보고서를 발행했다. 1965년의 정부 예산은 도서관 연구 협회를 창설했다 (스웨덴어: Forskningsbiblioteksrådet, FBR). 예비 디자인 보고서 Biblioteksadministrativt Information System (BAIS) 가 1970년 5월에 발행되었고, LIBRIS, Library Information System의 약자가 1970년 7월 1일에 시작된 기술 위원회에서 사용되기 시작했다. 소식지 LIBRIS-meddelanden (0348-1891)는 1972년에 처음 발행되었으며 1997년부터 온라인으로 제공된다.